# 澤田眞治
澤田 眞治（さわだ しんじ、1964年 - ）は、日本の国際政治学者。防衛大学校教授。専門は国際関係論。

## 略歴
1983年東大寺学園高等学校卒業。1987年慶應義塾大学法学部政治学科卒業。1989年同大学院法学研究科修士課程修了、1994年同博士課程単位取得満期退学。
1995年名古屋大学大学院国際開発研究科助手。1997年岐阜大学教育学部助教授、2008年退職。同年外務省入省。2011年防衛大学校教授。
1997年より広島大学平和科学研究センター客員研究員を兼務。

## 著書

### 翻訳
- （ウィリアム・ロウ, ヴィヴィアン・シェリング）『記憶と現代 ラテンアメリカの民衆文化』（向山恭一共訳、現代企画室, 1999年）
- （ジグムント・バウマン）『グローバリゼーション 人間への影響』（中井愛子共訳、法政大学出版局, 2010年）

### 分担執筆
- （信夫隆司）『環境と開発の国際政治』（南窓社、1999年）
- （吉川元、加藤普章）『国際政治の行方』（ナカニシヤ出版, 2004年）
- （二村久則、山田敬信、浅香幸枝編）『地球時代の南北アメリカと日本』（ミネルヴァ書房、2006年）
- （長谷川雄一、金子芳樹）『現代の国際政治』（ミネルヴァ書房, 2014年）
- （吉川元, 首藤もと子、六鹿茂夫、望月康恵）『グローバル・ガヴァナンス論』（法律文化社, 2014年）